# تارانتل (شوپن)

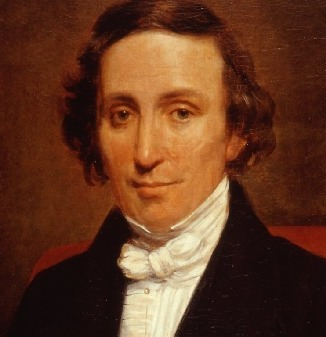
شوپن در سال ۱۸۴۰ توسط هانری لمان

تارانتل در لا بمل ماژور، اپوس ۴۳ یک قطعه پیانو کوتاه به شکل تارانتلا است که توسط فردریک شوپن در ژوئن ۱۸۴۱ نوشته شده و در اکتبر ۱۸۴۱ منتشر شده است  اجرای این قطعه حدود ۳ دقیقه طول می کشد. 

رابرت شومان این قطعه را به این شکل توصیف میکند: "شگفت انگیزترین شیوه شوپن؛ ما رقصنده را در مقابل خود می بینیم که گویی تسخیر شده است، تا زمانی که حواس مان پرت شود. مطمئناً، هیچ کس نمی تواند این موسیقی را دوست داشتنی بنامد، اما ما با کمال میل فانتزی وحشیانه استاد را می بخشیم. زیرا آیا او هر چند وقت یکبار اجازه ندارد که جنبه تاریک روح خود را به نمایش بگذارد؟»  